# 31 de janeiro
31 de janeiro é o 31.º dia do ano no calendário gregoriano. Faltam 334 dias para acabar o ano (335 em anos bissextos).

## Eventos históricos

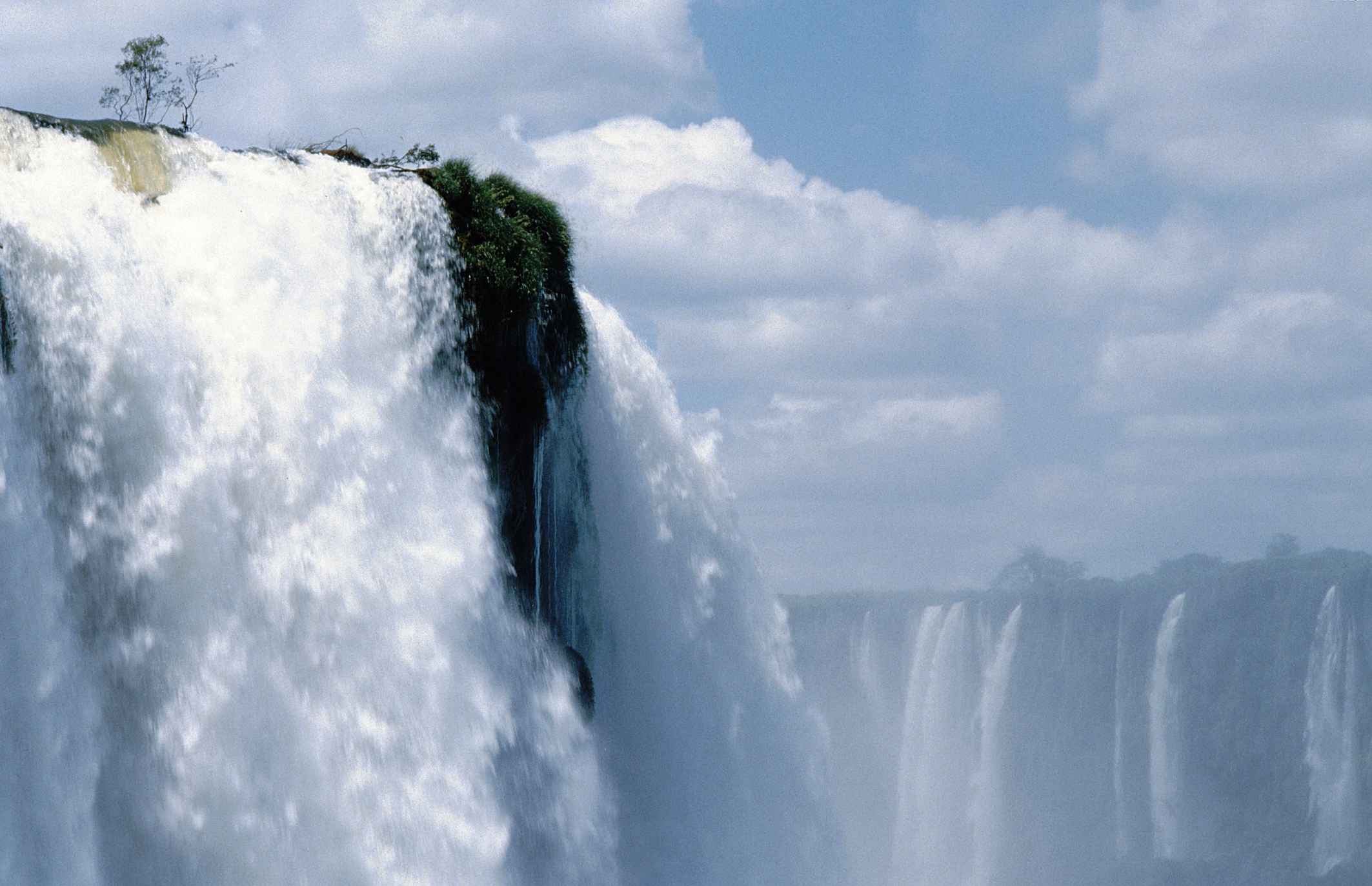
1542: Descoberta das Cataratas do Iguaçu pelo espanhol Dom Álvar Núñez Cabeza de Vaca.

- 0314 — Eleito o Papa Silvestre I, o 33º papa, que sucedeu ao Papa Melquíades.
- 1208 — Ocorre a Batalha de Lena entre o rei Suérquero II da Suécia e seu rival, o Príncipe Eric, cuja vitória o coloca no trono como rei Érico X da Suécia.
- 1542 — Descoberta das Cataratas do Iguaçu, na atual fronteira entre o Brasil e a Argentina, pelo espanhol Dom Álvar Núñez Cabeza de Vaca.
- 1606 — Conspiração da Pólvora: quatro dos conspiradores, incluindo Guy Fawkes, são executados por traição por enforcamento e esquartejamento, por conspirar contra o Parlamento e o rei Jaime VI da Escócia e I de Inglaterra.
- 1814 — Gervasio Antonio de Posadas torna-se Diretor Supremo das Províncias Unidas do Rio da Prata (atual Argentina).
- 1827 — Fim da Rebelião da Fredônia, no Texas.
- 1862 — Alvan Graham Clark descobre a estrela anã branca Sirius B, uma companheira de Sirius, através de um telescópio de 18,5 polegadas (47 cm) agora localizado na Universidade do Noroeste.
- 1865
  - Guerra Civil Americana: o Congresso dos Estados Unidos aprova a Décima Terceira Emenda à Constituição, abolindo a escravidão, e a encaminha para ser ratificada pelos estados.
  - Guerra Civil Americana: o general confederado Robert E. Lee torna-se general-chefe de todos os exércitos confederados.
- 1891 — Revolta republicana no Porto, primeira tentativa de derrubar a monarquia portuguesa.
- 1915 — Primeira Guerra Mundial: a Alemanha é a primeira a fazer uso em larga escala de gás venenoso na batalha de Bolimów contra a Rússia.[1]
- 1917 — Primeira Guerra Mundial: o Kaiser Guilherme II ordena a retomada da guerra submarina irrestrita.[2]
- 1924 — Entra em vigor a Constituição Soviética de 1924, aprovada em 6 de julho de 1923, pela segunda sessão do Comitê Executivo Central da União Soviética.
- 1928 — Leon Trótski é enviado de forma forçada para Almaty, União Soviética.
- 1942 — Segunda Guerra Mundial: as forças aliadas são derrotadas pelos japoneses na Batalha da Malásia e retiram-se para Singapura.
- 1943 — Segunda Guerra Mundial: o marechal-de-campo alemão Friedrich Paulus se rende aos soviéticos em Stalingrado, seguido dois dias depois pelo restante de seu Sexto Exército, encerrando uma das batalhas mais ferozes da guerra.
- 1944 — Segunda Guerra Mundial: forças americanas desembarcam no Atol Kwajalein e em outras ilhas das Ilhas Marshall, controladas pelos japoneses.
- 1945 — Segunda Guerra Mundial: cerca de 3 000 prisioneiros do campo de concentração de Stutthof são forçados a marchar para o Mar Báltico em Palmnicken (atual Yantarny, Rússia) e executados.
- 1946
  - Toma posse no Brasil o presidente Eurico Gaspar Dutra. Ocorre também a reabertura do Congresso Nacional depois de 9 anos.
  - Guerra Fria: a nova constituição da Iugoslávia, modelando a da União Soviética, estabelece seis repúblicas constituintes (Bósnia e Herzegovina, Croácia, Macedônia, Montenegro, Sérvia e Eslovênia).
  - A República Democrática do Vietnã introduz o đồng (moeda) para substituir a piastra da Indochina francesa.[3]
- 1950 — Guerra Fria: o presidente americano, Harry S. Truman, anuncia um programa para desenvolver a bomba de hidrogênio.
- 1951
  - Adotada a Resolução 90 do Conselho de Segurança das Nações Unidas relativa à Guerra da Coreia.
  - Toma posse no Brasil o presidente Getúlio Vargas, agora, democraticamente eleito.
- 1953 — Inundações do Mar do Norte causam mais de 1 800 mortes nos Países Baixos e mais de 300 no Reino Unido.
- 1956 — Toma posse no Brasil o presidente Juscelino Kubitschek.
- 1958 — Primeiro satélite americano bem-sucedido detecta o cinturão de radiação de Van Allen.
- 1961
  - Programa Mercury: Mercury-Redstone 2: Ham, um chimpanzé, viaja pelo espaço sideral.
  - Toma posse no Brasil o presidente Jânio Quadros.
- 1966 — União Soviética lança a nave espacial não tripulada Luna 9 como parte do Programa Luna.
- 1968
  - Guerra do Vietnã: as guerrilhas vietcongues atacam a embaixada dos Estados Unidos em Saigon, e realizam outros ataques, nas primeiras horas da manhã, mais tarde agrupados como a Ofensiva do Tet.
  - Nauru ganha independência da Austrália.
- 1971 — Programa Apollo: Apollo 14: os astronautas Alan Shepard, Stuart Roosa e Edgar Mitchell, a bordo de um Saturno V, partem para uma missão às terras-altas Fra Mauro na Lua.
- 1975 — Entra em funções o Governo de Transição em Angola — órgão que exerceria o poder até à proclamação da Independência. O Governo de Transição era constituído por um Colégio Presidencial composto por três membros: Johnny Pinnock Eduardo (FNLA), Lopo do Nascimento (MPLA) e José Ndele (UNITA) por doze ministros e nove secretários de Estado.
- 1978 — A Coroa de Santo Estêvão (também conhecida como Santa Coroa da Hungria) passa a ser exibida ao público após ser devolvida à Hungria pelos Estados Unidos, onde foi levada após a Segunda Guerra Mundial.
- 1995 — É fundada a Associação Brasileira de Lésbicas, Gays, Bissexuais, Travestis, Transexuais e Intersexos (ABGLT), em decorrência da Parada da Diversidade de Curitiba, primeira parada LGBT no Brasil.
- 2000 — Voo Alaska Airlines 261: um MD-83, com problemas de estabilizador horizontal, cai no oceano Pacífico ao largo da costa de Point Mugu, costa oeste dos Estados Unidos, matando todas as 88 pessoas a bordo.
- 2001 — Nos Países Baixos, um tribunal escocês condena o líbio Abdelbaset al-Megrahi e absolve outro cidadão líbio por sua participação na explosão do voo 103 da Pan Am sobre Lockerbie, na Escócia, em 1988.
- 2009 — No Quênia, pelo menos 113 pessoas morrem e mais de 200 ficam feridas após a explosão de um caminhão-tanque em Molo, dias após o incêndio no supermercado Nakumatt em Nairóbi ter matado pelo menos 25 pessoas.
- 2018 — Superlua azul de sangue e eclipse lunar total.
- 2019 — Abdullah de Pahang é empossado como o 16º sultão do estado malaio.[4]
- 2020 — Reino Unido sai formalmente da União Europeia, dando início a um período de transição de onze meses.

## Nascimentos

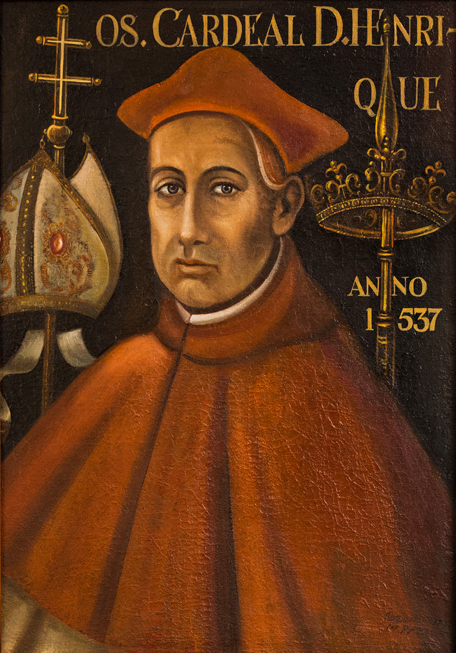
Henrique I de Portugal

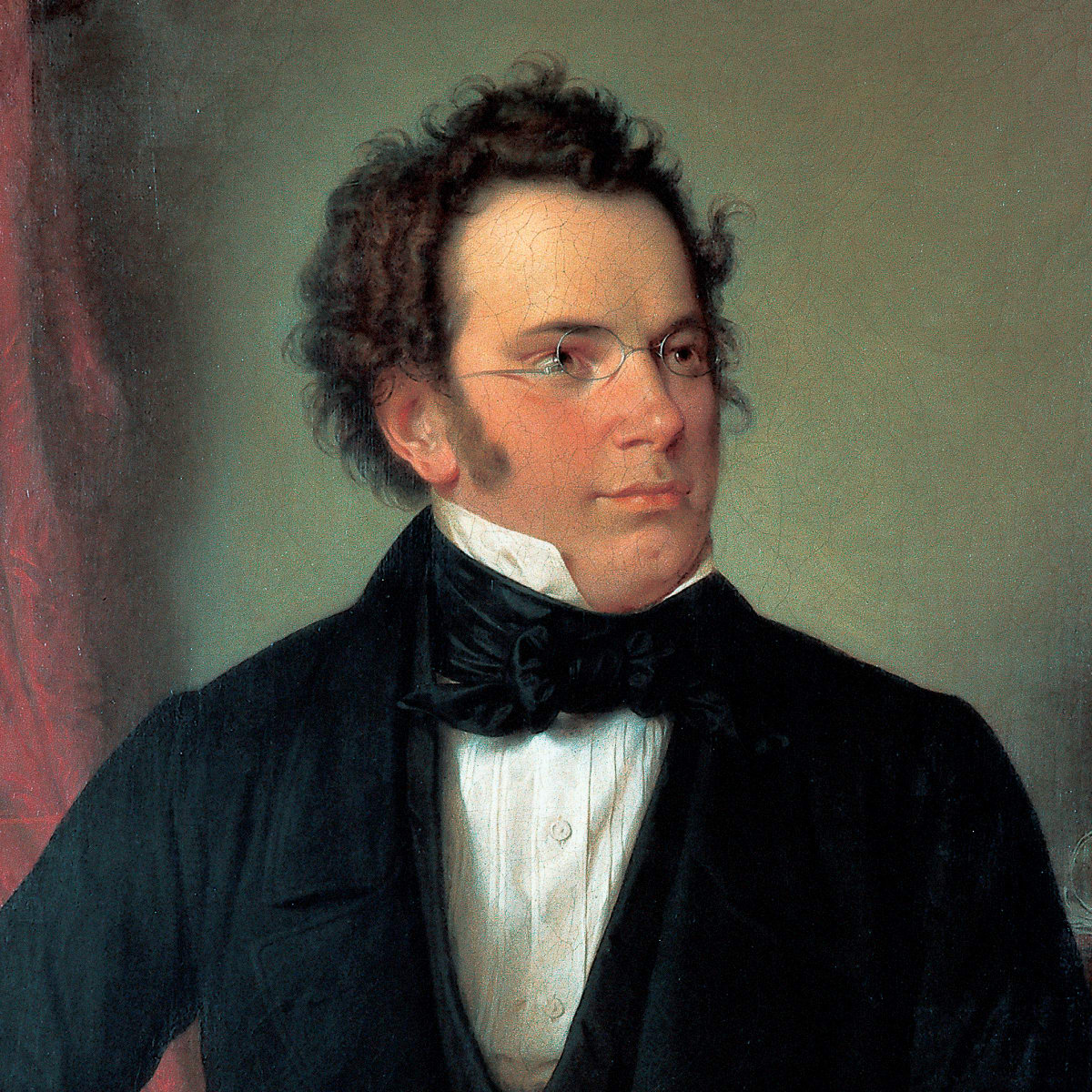
Franz Schubert

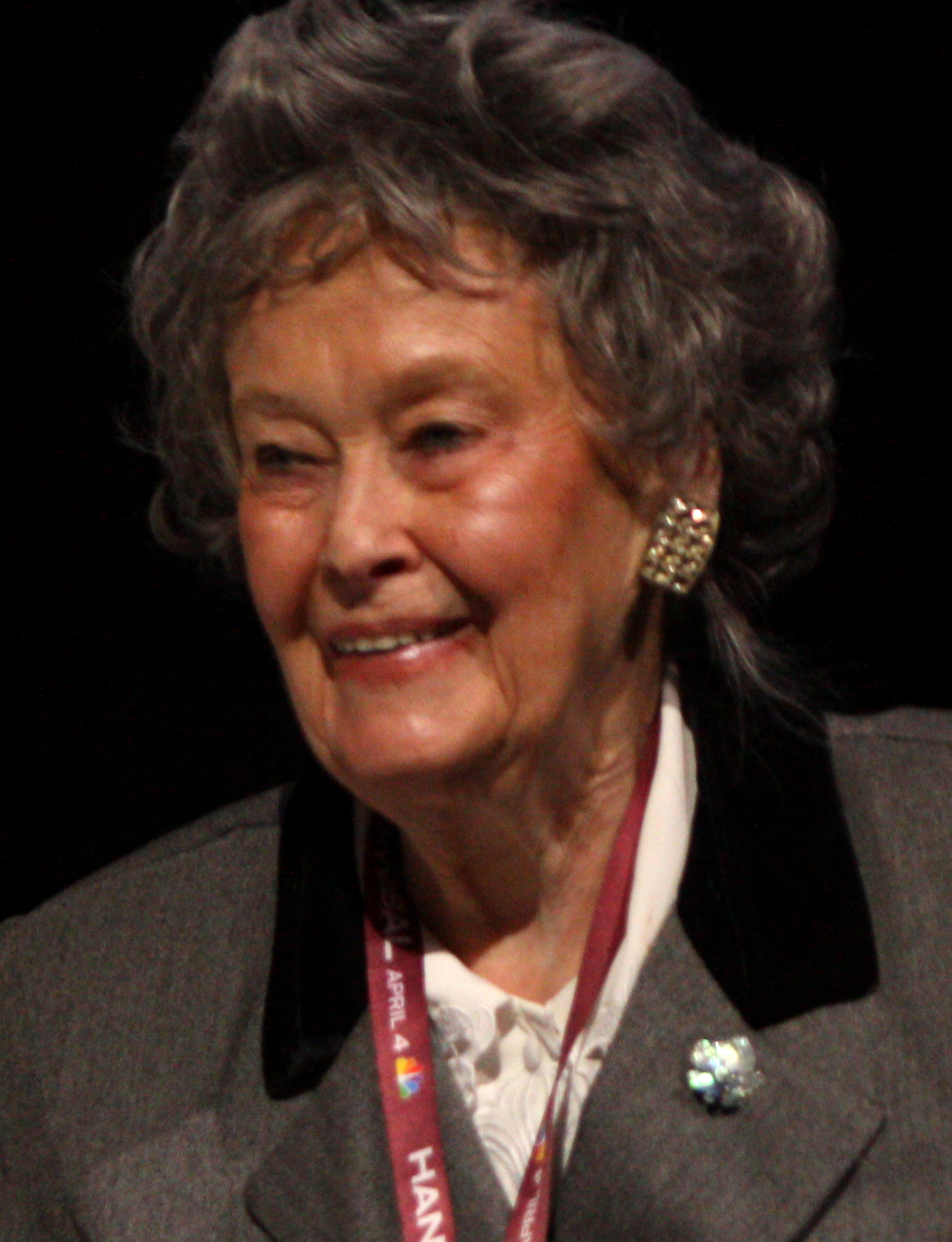
Lorraine Warren

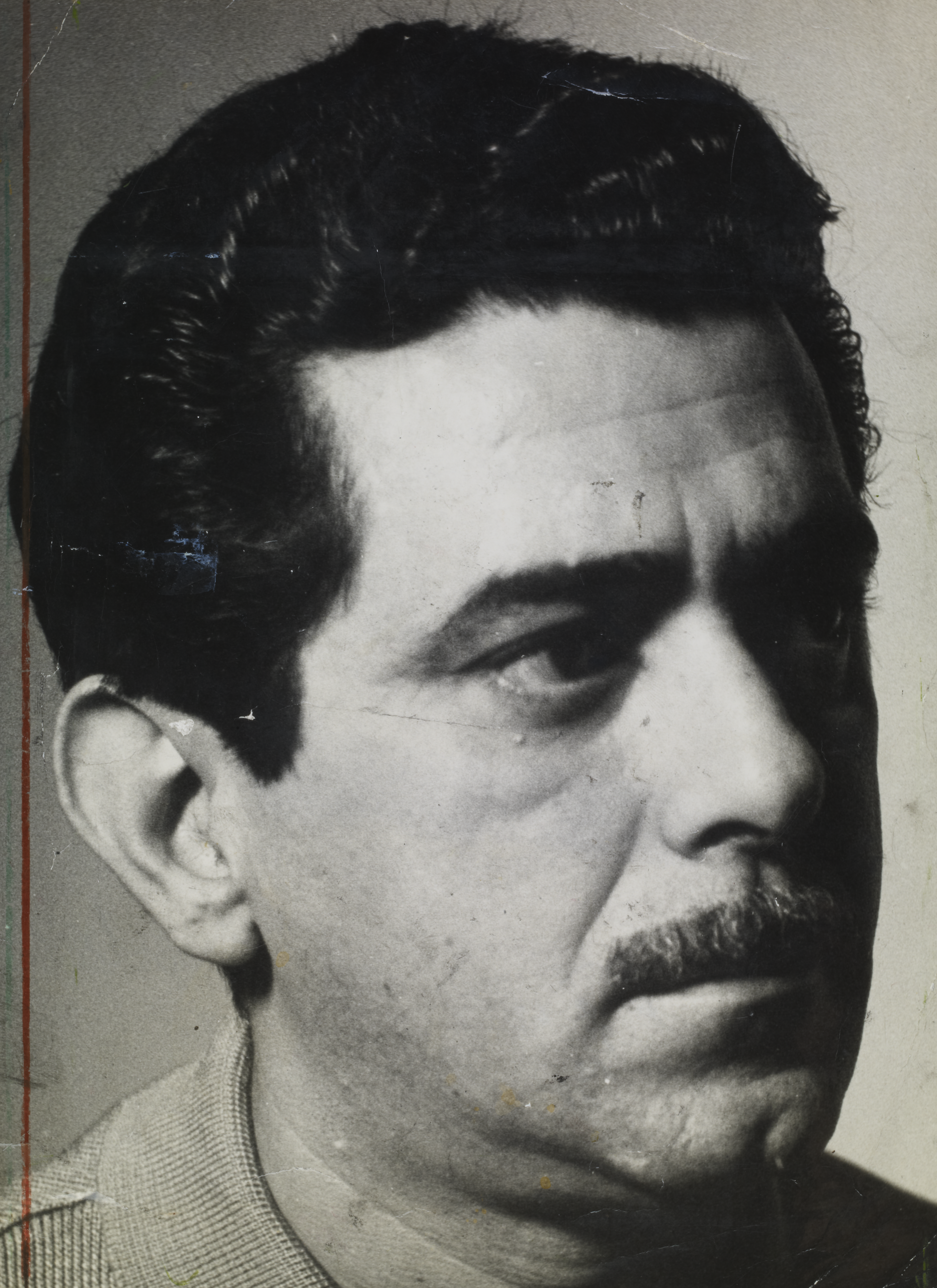
Miltinho

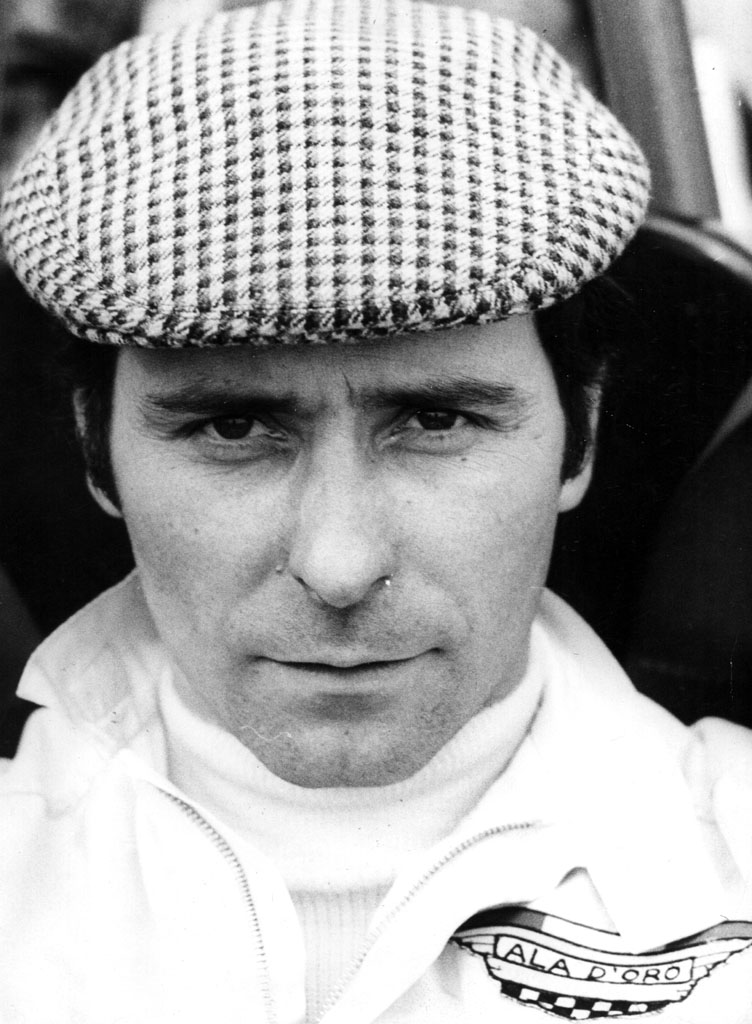
Ernesto Brambilla

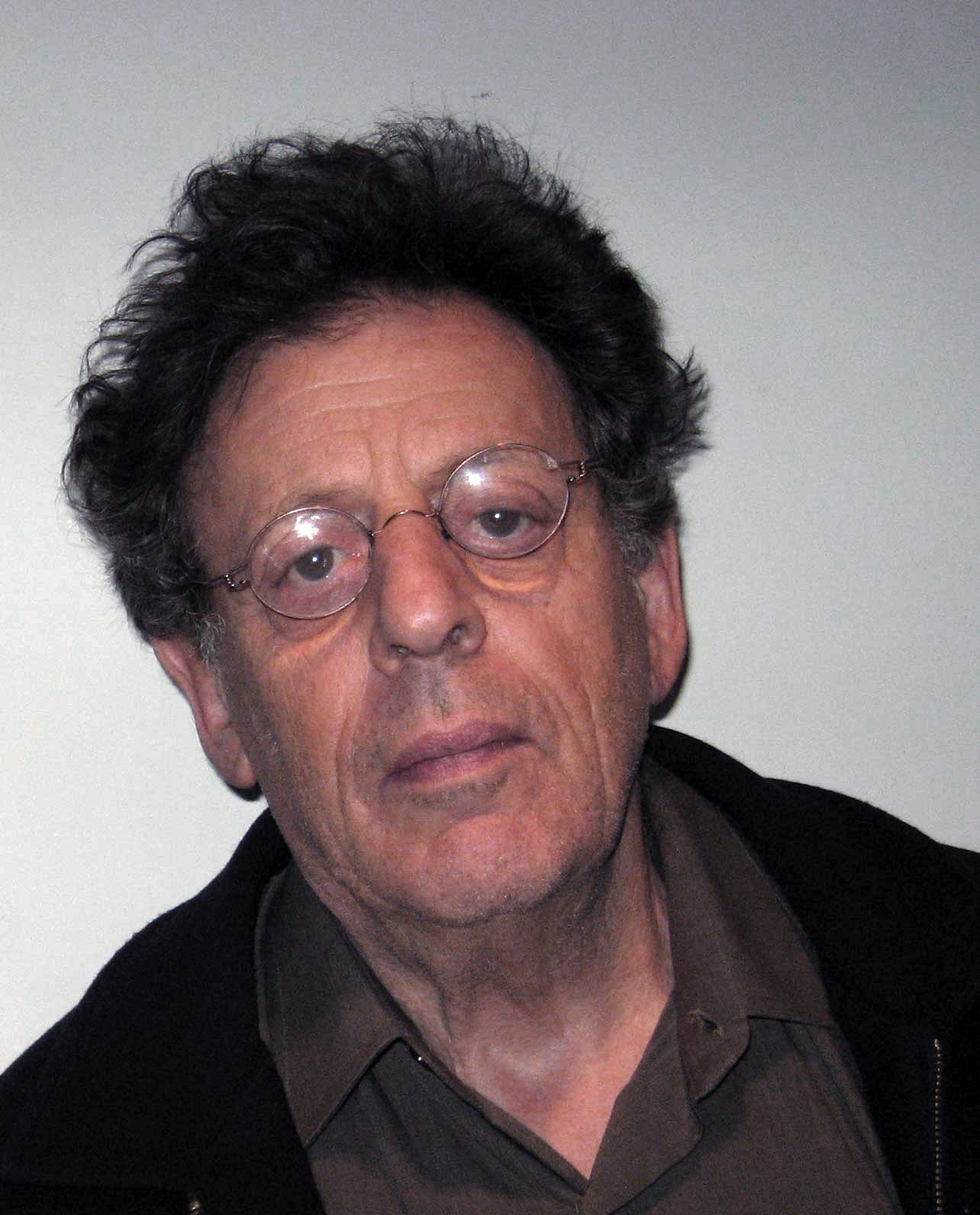
Philip Glass

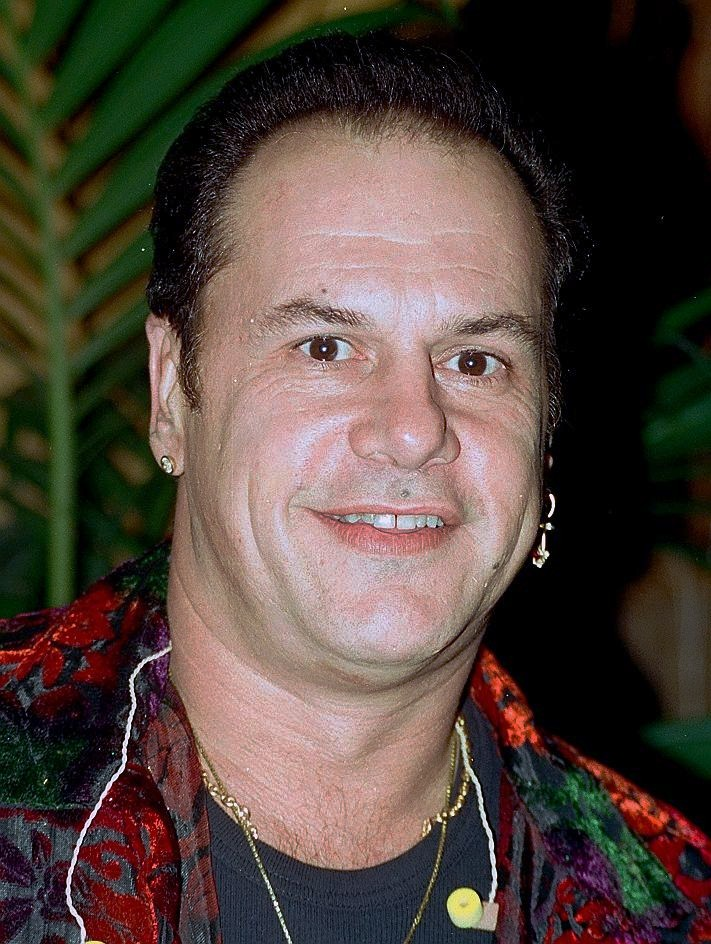
Harry Wayne Casey

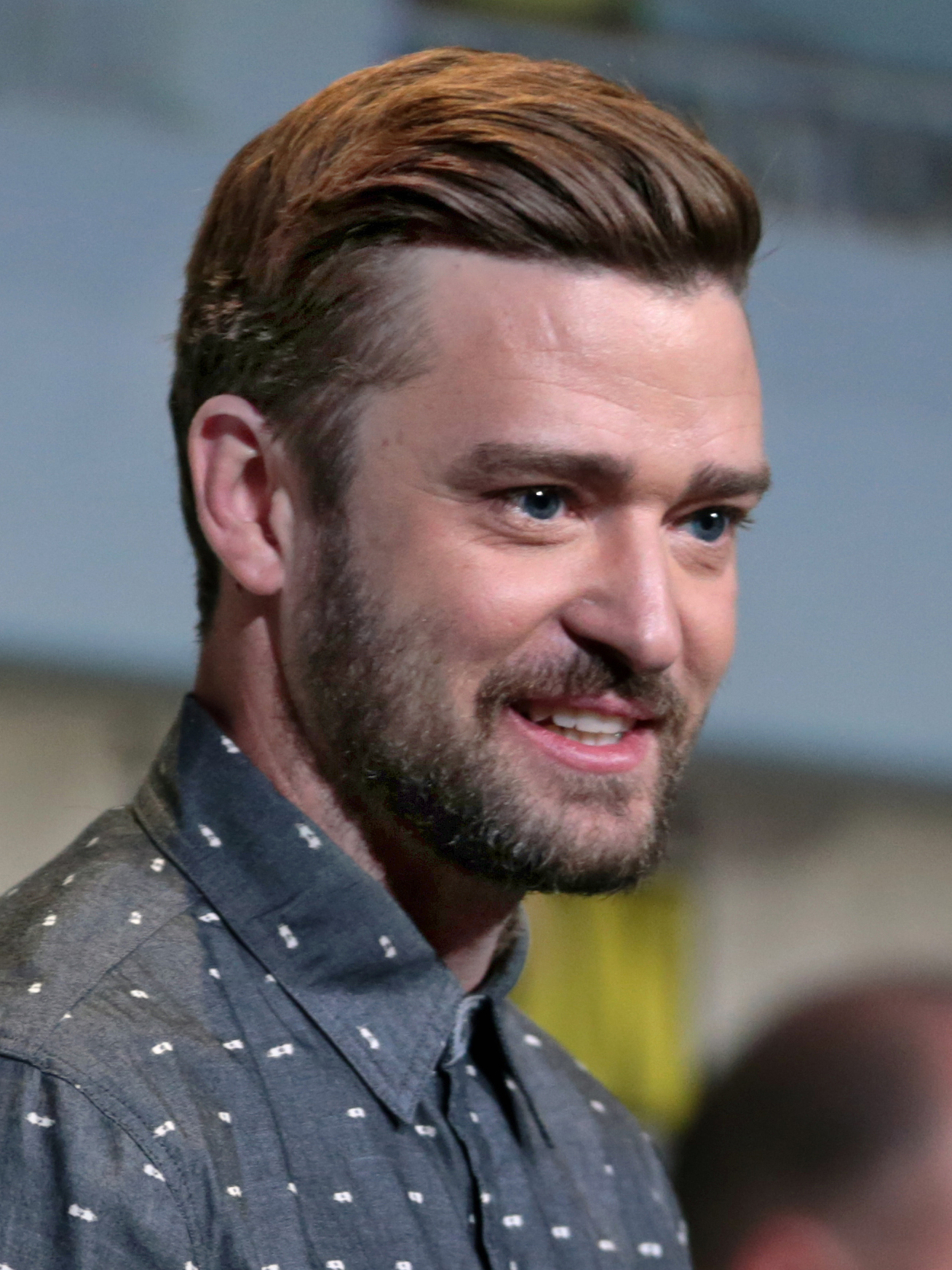
Justin Timberlake

### Anteriores ao século XIX
- 36 a.C. — Antónia, a Jovem, mulher da Antiga Roma (m. 37).
- 0877  — Taejo de Goryeo, imperador coreano (m. 943).
- 1512 — Henrique I de Portugal (m. 1580).
- 1543 — Tokugawa Ieyasu, xogum japonês (m. 1616).
- 1597 — Jean-François Régis, padre e santo francês (m. 1640).
- 1624 — Arnold Geulincx, filósofo e acadêmico flamengo (m. 1669).
- 1673 — Luís Maria Grignion de Montfort, padre e santo francês (m. 1716).
- 1686 — Hans Egede, missionário e explorador norueguês (m. 1758).
- 1745 — François Barbé-Marbois, diplomata e político francês (m. 1837).
- 1762 — Lachlan Macquarie, militar britânico (m. 1824).
- 1769 — André-Jacques Garnerin, balonista francês (m. 1823).
- 1788 — Felice Romani, poeta italiano (m. 1865).
- 1797 — Franz Schubert, pianista e compositor austríaco (m. 1828).
- 1799 — Rodolphe Töpffer, professor, escritor, pintor, cartunista e caricaturista suíço (m. 1846).

### Século XIX
- 1804 — József Bajza, poeta e crítico húngaro (m. 1858).
- 1820 — William B. Washburn, político americano (m. 1887).
- 1835 — Lunalilo, rei do Havaí (m. 1874).
- 1854 — David Emmanuel, matemático e acadêmico romeno (m. 1941).
- 1865 — Henri Desgrange, ciclista e jornalista francês (m. 1940).
- 1868 — Theodore William Richards, químico e acadêmico estadunidense (m. 1928).
- 1872 — Zane Grey, escritor americano (m. 1939).
- 1881 — Irving Langmuir, químico e físico estadunidense (m. 1957).
- 1884
  - Theodor Heuss, jornalista e político alemão (m. 1963).
  - Mammed Amin Rasulzade, estudioso e político azerbaijano (m. 1955).
- 1892 — Eddie Cantor, cantor, compositor, ator e dançarino americano (m. 1964).
- 1894 — Isham Jones, saxofonista, compositor e líder de banda americano (m. 1956).
- 1896 — Sofya Yanovskaya, matemática e historiadora russa (m. 1966).
- 1900 — Omraam Mikhael Aivanhov, mestre espiritual de origem macedónia (m. 1986)

### Século XX

#### 1901–1950
- 1901 — Mario de las Casas, futebolista peruano (m. 2002).
- 1902
  - Alva Reimer Myrdal, política sueca (m. 1986).
  - Tallulah Bankhead, atriz estadunidense (m. 1968).
  - Julian Steward, antropólogo americano (m. 1972).
  - Willy Spühler, político suíço (m. 1990).
- 1905 — Eva Hart, sobrevivente do naufrágio do RMS Titanic (m. 1996).
- 1906 — Roosevelt Sykes, cantor e pianista estadunidense (m. 1983).
- 1908
  - Atahualpa Yupanqui, cantor argentino (m. 1992).
  - Simone Mathieu, tenista francesa (m. 1980).
- 1909 — Gregor Hradetzky, canoísta austríaco (m. 1984).
- 1910 — Giorgio Perlasca, empresário italiano (m. 1992).
- 1911 — Baba Vanga, vidente búlgara (m. 1996).
- 1912
  - Maria Adelaide de Bragança (m. 2012).
  - Camilo Ponce Enríquez, político equatoriano (m. 1976).
- 1913 — Don Hutson, jogador e treinador de futebol americano estadunidense (m. 1997).
- 1914
  - Jersey Joe Walcott, boxeador e policial estadunidense (m. 1994).
  - Carey Loftin, ator, dublê e motociclista estadunidense (m. 1997).
- 1915
  - Alan Lomax, historiador, escritor e acadêmico americano (m. 2002).
  - Garry Moore, comediante e apresentador de game show americano (m. 1993).
  - Thomas Merton, monge e escritor estadunidense (m. 1968).
- 1916 — Frank Parker, tenista americano (m. 1997).
- 1919 — Jackie Robinson, jogador de beisebol e comentarista esportivo estadunidense (m. 1972).
- 1920
  - Bert Williams, futebolista britânico (m. 2004).
  - José Luis Borbolla, futebolista mexicano (m. 2001).
- 1921
  - John Agar, ator americano (m. 2002).
  - Mario Lanza, tenor e ator estadunidense (m. 1959).
  - Carol Channing, dançarina, cantora e atriz estadunidense (m. 2019).
  - E. Fay Jones, arquiteto americano (m. 2004).
  - Mario Brasini, diretor, ator e roteirista brasileiro (m. 1997).
  - Kurti Marti, escritor e teólogo suíço (m. 2017).
- 1923
  - Norman Mailer, escritor e jornalista estadunidense (m. 2007).
  - Joanne Dru, atriz estadunidense (m. 1996).
- 1924 — Angelo Frosi, bispo brasileiro (m. 1995)
- 1925 — Micheline Lannoy, ex-patinadora artística belga.
- 1926
  - Chuck Willis, cantor e compositor americano (m. 1958)
  - Johannes Joachim Degenhardt, arcebispo alemão (m. 2002).
  - Ed Dahler, jogador de basquete estadunidense (m. 1972).
- 1927
  - Norm Prescott, animador, produtor e compositor americano (m. 2005).
  - Lorraine Warren, médium e investigadora paranormal norte-americana (m. 2019).
- 1928
  - Miltinho, cantor brasileiro (m. 2014).
  - Ênio Andrade, futebolista e treinador de futebol brasileiro (m. 1997).
- 1929
  - Jean Simmons, atriz anglo-americana (m. 2010).
  - Rudolf Mössbauer, físico e acadêmico alemão (m. 2011).
- 1930
  - Jo Bonnier, automobilista sueco (m. 1972).
  - Pedro Simon, político brasileiro.
- 1931
  - Ernie Banks, jogador e treinador de beisebol americano (m. 2015).
  - Maurício Sherman, diretor de televisão brasileiro (m. 2019).
- 1932 — Vic Crowe, futebolista e treinador de futebol britânico (m. 2009).
- 1933 — Anibal Alzate, futebolista colombiano (m. 2016).
- 1934
  - Ernesto Brambilla, automobilista e motociclista italiano (m. 2020).
  - James Franciscus, ator e produtor americano (m. 1991).
- 1935 — Kenzaburo Oe, escritor e acadêmico japonês (m. 2023).
- 1937
  - Philip Glass, compositor estadunidense.
  - Suzanne Pleshette, atriz estadunidense (m. 2008).
- 1938
  - Beatriz dos Países Baixos.
  - James G. Watt, advogado e político americano.
- 1939 — Jerry Brudos, criminoso estadunidense (m. 2006).
- 1941
  - Eugène Terre'Blanche, político sul-africano (m. 2010).
  - Jessica Walter, atriz americana (m. 2021).
- 1942
  - Derek Jarman, diretor, cenógrafo e escritor britânico (m. 1994).
  - Daniela Bianchi, atriz italiana.
- 1944 — Spartaco Landini, futebolista e treinador de futebol italiano (m. 2016).
- 1945
  - Brenda Hale, advogada, juíza e acadêmica britânica.
  - Joseph Kosuth, escultor e teórico americano.
  - Rynn Berry, historiador e escritor estadunidense (m. 2014).
- 1946
  - Michael Drosnin, jornalista e escritor estadunidense (m. 2020).
  - Sylvia Hitchcock, modelo norte-americana (m. 2015).
  - Terry Kath, guitarrista, cantor e compositor estadunidense (m. 1978).
- 1947
  - Nolan Ryan, jogador de beisebol americano.
  - Jonathan Banks, ator e dublador estadunidense.
  - Glynn Turman, ator estadunidense.
  - Paulo César Barros, músico brasileiro.
- 1948 — Joyce, cantora brasileira.
- 1949
  - Ken Wilber, sociólogo, filósofo e escritor estadunidense.
  - Rubén Pagnanini, ex-futebolista argentino.
  - Juca Ferreira, sociólogo e político brasileiro.
- 1950
  - Janice Rebibo, escritora e poetisa israelense-americana (m. 2015).
  - Edward Barcik, ex-ciclista polonês.

#### 1951–2000
- 1951
  - Harry Wayne Casey, cantor, compositor, pianista e produtor musical americano.
  - Phil Manzanera, músico britânico.
  - Dave Benton, cantor e músico estoniano.
- 1953 — Sergei Ivanov, político russo.
- 1954
  - Adrian Vandenberg, guitarrista e compositor neerlandês.
  - Mauro Baldi, ex-automobilista italiano.
  - Mark Slavin, lutador israelense (m. 1972).
- 1955 — Virginia Ruzici, ex-tenista e treinadora de tênist romena.
- 1956
  - John Lydon, cantor e compositor britânico.
  - Guido van Rossum, matemático e programador de computadores neerlandês.
- 1957
  - Shirley Babashoff, ex-nadadora estadunidense.
  - António Veloso, ex-futebolista e treinador de futebol português.
- 1958 — Eduardo Hernández, ex-futebolista salvadorenho.
- 1959
  - Kelly Lynch, modelo e atriz americana.
  - Anthony LaPaglia, ator e produtor de cinema australiano.
  - Dom Sebastião Bandeira Coelho, bispo brasileiro.
- 1960
  - Grant Morrison, escritor e roteirista britânico.
  - Mariasela Álvarez Lebrón, arquiteta, ex-modelo e apresentadora dominicana.
- 1961
  - Nuno Morais Sarmento, político português.
  - Fatou Bensouda, advogada e juíza gambiana.
- 1962 — Hikaru Kurosaki, ex-ator japonês.
- 1963 — José Gabriel Funes, padre jesuíta e astrônomo argentino.
- 1964
  - Jeff Hanneman, músico estadunidense (m. 2013).
  - Martha MacCallum, jornalista americana.
- 1965 — Adriano Garib, ator brasileiro.
- 1966
  - Dexter Fletcher, diretor, roteirista e ator britânico.
  - JJ Lehto, ex-automobilista finlandês.
  - Müller, ex-futebolista brasileiro.
  - Jeison Wallace, ator, apresentador, diretor e humorista brasileiro.
- 1967
  - Fat Mike, cantor, compositor, baixista e produtor americano.
  - Chad Channing, músico estadunidense.
  - Roberto Palazuelos, ator mexicano.
- 1968
  - John Collins, ex-futebolista e treinador de futebol britânico.
  - Joca Martins, músico brasileiro.
- 1970 — Minnie Driver, cantora, compositora e atriz britânica.
- 1971
  - Julio César Yegros, ex-futebolista paraguaio.
  - Patricia Velásquez, atriz e modelo venezuelana.
  - Gábor Kósa, historiador húngaro.
- 1972 — Paulo Bonfá, humorista, radialista e apresentador brasileiro.
- 1973
  - Portia de Rossi, atriz australiano-americana.
  - Baciro Djá, político guineense.
- 1974
  - Ariel Pestano, jogador de beisebol cubano.
  - Anna Silk, atriz canadense.
  - Renata Castro Barbosa, atriz brasileira.
- 1975
  - Preity Zinta, atriz, produtora e apresentadora de televisão indiana.
  - Fred Coleman, ex-jogador e treinador de futebol americano estadunidense.
  - Vincent Fernandez, ex-futebolista francês.
- 1976
  - Paul Scheer, comediante, ator, produtor e roteirista americano.
  - Traianos Dellas, ex-futebolista e treinador de futebol grego.
  - Buddy Rice, automobilista estadunidense.
  - Malvino Salvador, ator brasileiro.
- 1977
  - Valtinho da Silva, ex-jogador de basquete brasileiro.
  - Kerry Washington, atriz estadunidense.
  - Eddie Gustafsson, ex-futebolista sueco-americano.
  - Bobby Moynihan, ator estadunidense.
  - Sergei Pareiko, ex-futebolista estoniano.
- 1978
  - Simone Tiribocchi, ex-futebolista e treinador de futebol italiano.
  - Arthur Wellesley, Marquês Douro.
- 1979 — Daniel Tammet, escritor e educador britânico.
- 1980
  - Jurica Vranješ, ex-futebolista croata.
  - Alan van der Merwe, automobilista sul-africano.
  - Abu al-Hasan al-Hashimi al-Qurashi, terrorista iraquiano (m. 2022).
- 1981
  - Justin Timberlake, cantor, compositor, dançarino e ator estadunidense.
  - Selçuk Şahin, ex-futebolista turco.
  - Badr El Kaddouri, ex-futebolista marroquino.
- 1982
  - Yukimi Nagano, cantora e compositora sueca.
  - Maret Ani, ex-tenista estoniana.
  - Bruno Nogueira, apresentador e comediante português.
  - Helena Paparizou, ex-cantora sueca.
  - Andreas Görlitz, ex-futebolista alemão.
  - Gabriel Mangabeira, nadador brasileiro.
  - Brad Thompson, jogador de beisebol americano.
- 1983
  - Fabio Quagliarella, ex-futebolista italiano.
  - Obina, ex-futebolista brasileiro.
- 1984
  - Jeremy Wariner, velocista americano.
  - Vladimir Bystrov, ex-futebolista russo.
  - Wilson Rodrigues de Moura Júnior, ex-futebolista brasileiro.
- 1985
  - Christophe Berra, ex-futebolista britânico.
  - Túlio de Melo, ex-futebolista brasileiro.
  - Grégory Baugé, ciclista francês.
  - Adam Federici, ex-futebolista australiano.
- 1986
  - Megan Ellison, produtora de cinema americana.
  - Walter Dix, velocista americano.
  - Yves Makabu-Makalambay, ex-futebolista congolês.
  - Pauline Parmentier, tenista francesa.
  - Adolfo Hirsch, futebolista samarinês.
- 1987
  - Marcus Mumford, cantor e compositor anglo-americano.
  - Christopher Oualembo, ex-futebolista congolês.
- 1988 — Sidney Sam, ex-futebolista alemão.
- 1989
  - Guilherme Andrade, ex-futebolista brasileiro.
  - Raoul Loé, futebolista camaronês.
- 1990
  - Nicolás Laprovittola, jogador de basquete argentino.
  - Marco Trungelliti, tenista argentino.
- 1991
  - Greg Cunningham, futebolista irlandês.
  - Andrey Shcharbakow, futebolista bielorrusso (m. 2018).
- 1992
  - Aldair Baldé, futebolista guineense.
  - Xandro Meurisse, ciclista belga.
  - Bouna Sarr, futebolista senegalês.
  - Lasha Shavdatuashvili, judoca georgiano.
  - Benjamin Siegrist, futebolista suíço.
- 1993 — Qiu Bo, saltador chinês.
- 1994 — Dominik Kohr, futebolista alemão.
- 1995 — Gildo Vilanculos, futebolista moçambicano.
- 1996
  - Joel Courtney, ator estadunidense.
  - Master KG, DJ e produtor musical sul-africano.
  - Léo Pereira, futebolista brasileiro.
- 1997 — Arnaut Danjuma, futebolista neerlandês.
- 1998
  - Bradie Tennell, patinadora artística estadunidense.
  - Amadou Haidara, futebolista malinês.
- 1999 — Hugo Souza, futebolista brasileiro.
- 2000
  - Julián Alvarez, futebolista argentino.
  - Willian Lima, judoca brasileiro.
  - Hugo Guillamón, futebolista espanhol.

### Século XXI
- 2001 — Ahed Tamimi, ativista palestina.
- 2002 — Luke Browning, automobilista britânico.
- 2006
  - Gianluca Prestianni, futebolista argentino.
  - Sára Bejlek, tenista tcheca.
- 2010 — Gabriel Miller, ator brasileiro.

## Mortes

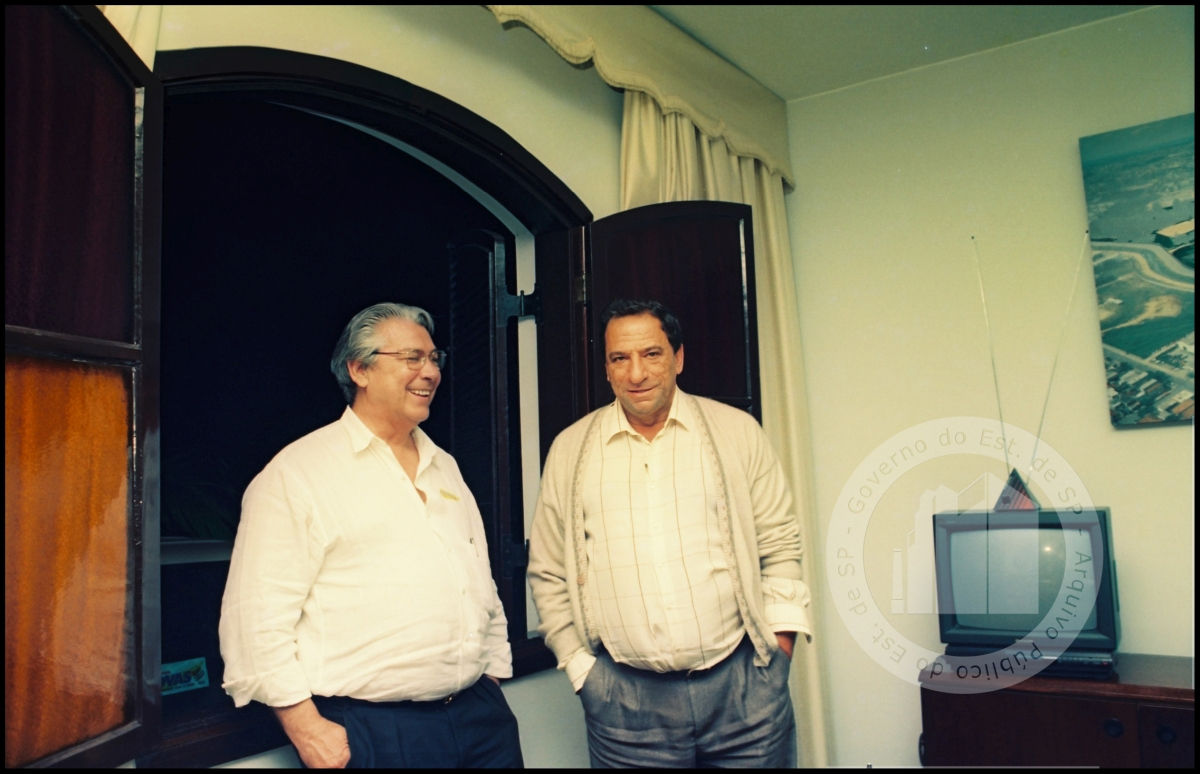
Fuad Gabriel Chucre

### Anteriores ao século XIX
- 0876 — Ema da Baviera, rainha da Frância Oriental (n. 808).
- 1030 — Guilherme V, duque da Aquitânia (n. 969).
- 1216 — Teodoro II, patriarca de Constantinopla (n. ?).
- 1398 — Suko, imperador do Japão (n. 1334).
- 1418 — Mircea I, príncipe da Valáquia (n. 1355).
- 1561
  - Bairã Cã, general mongol (n. 1501).
  - Menno Simons, sacerdote e teólogo neerlandês (n. 1496).
- 1580 — Henrique I de Portugal (n. 1512).
- 1606 — Guy Fawkes, conspirador inglês (n. 1570).
- 1615 — Claudio Acquaviva, padre italiano (n. 1543).
- 1632 — Joost Bürgi, relojoeiro e matemático suíço (n. 1552).
- 1729 — Jakob Roggeveen, explorador neerlandês (n. 1659).
- 1736
  - Filippo Juvarra, arquiteto e cenógrafo italiano (n. 1678).
  - Bruno Mauricio de Zabala, militar e administrador colonial espanhol (n. 1682).
- 1777 — Manuel Álvares, pedagogo português (n. 1739).
- 1788 — Carlos Eduardo Stuart, príncipe inglês (n. 1720).

### Século XIX
- 1828 — Alexander Ypsilantis, general grego (n. 1792).
- 1836 — John Cheyne, médico e escritor britânico (n. 1777).
- 1844 — Henri Gatien Bertrand, general francês (n. 1773).
- 1854 — Silvio Pellico, dramaturgo italiano (n. 1789).
- 1856 — Khendrup Gyatso, 11.º Dalai Lama (n. 1838).
- 1888 — Dom Bosco, padre, educador e escritor italiano (n. 1815).
- 1892 — Charles Spurgeon, pastor e escritor britânico (n. 1834).
- 1900 — John Douglas, 9.º Marquês de Queensberry (n. 1844).

### Século XX
- 1933 — John Galsworthy, romancista e dramaturgo (n. 1867).
- 1944 — Jean Giraudoux, escritor e dramaturgo francês (n. 1882).
- 1954
  - Edwin Armstrong, engenheiro americano (n. 1890).
  - Vivian Woodward, capitão e jogador de futebol britânico (n. 1879).
- 1955 — John Raleigh Mott, ativista estadunidense (n. 1865).
- 1956 — A. A. Milne, escritor, poeta e dramaturgo britânico (n. 1882).
- 1966 — Arthur Percival, general britânico (n. 1887).
- 1969 — Meher Baba, mestre espiritual indiano (n. 1894).
- 1973
  - Ragnar Anton Kittil Frisch, economista e acadêmico norueguês (n. 1895).
  - Evaldo Braga, músico e compositor brasileiro (n. 1945).
- 1974 — Samuel Goldwyn, produtor de cinema polaco-americano (n. 1879).
- 1976 — Evert Axel Taube, escritor e compositor sueco (n. 1890).
- 1982 — Inocêncio Romeiro Enes, religioso português (n. 1892).
- 1984 — Paulo, Bispo de Nazianzo, religioso e acadêmico espanhol (n. 1927).
- 1985 — Tatsuzō Ishikawa, escritor japonês (n. 1905).
- 1989
  - Fernando Namora, escritor português (n. 1919).
  - Yasushi Akutagawa, compositor japonês (n. 1925).
- 1991 — Márcio de Sousa Melo, militar brasileiro (n. 1906).
- 1995 — George Stibitz, investigador estadunidense (n. 1904).
- 1999 — Shohei Baba, lutador e treinador japonês (n. 1938).
- 2000 — Gil Kane, ilustrador de histórias em quadrinhos leto-americano (n. 1926).

### Século XXI
- 2001 — Gordon R. Dickson, escritor canadense-americano (n. 1923).
- 2002 — Gabby Gabreski, coronel e aviador americano (n. 1919).
- 2003 — Arthur Costa Filho, ator, cantor e dublador brasileiro (n. 1927).
- 2006 — Moira Shearer, atriz e bailarina britânica (n. 1926).
- 2007
  - Kirka, cantor finlandês (n. 1950).
  - Lee Bergere, ator norte-americano (n. 1924).
  - Molly Ivins, jornalista e escritora norte-americana (n. 1944).
- 2008
  - Volodia Teitelboim, escritor e político chileno (n. 1916).
  - František Čapek, canoísta tchecoslovaco (n. 1914).
- 2009 — Lino Aldani, escritor italiano (n. 1926).
- 2010
  - Kage Baker, escritora estadunidense (n. 1952).
  - Tomás Eloy Martínez, jornalista e escritor argentino (n. 1934).
- 2011
  - Bartolomeu Anania, bispo e poeta romeno (n. 1921).
  - Nildo Parente, ator brasileiro (n. 1936).
- 2012
  - Dorothea Tanning, pintora e escultora americana (n. 1910).
  - Anthony Bevilacqua, cardeal americano (n. 1923).
  - Al Rio, desenhista brasileiro de histórias em quadrinhos (n. 1962).
- 2013 — Luiz Carlos Santos, político brasileiro (n. 1932).
- 2014
  - Miklós Jancsó, cineasta e roteirista húngaro (n. 1921).
  - Christopher Jones, ator americano (n. 1941).
- 2015
  - Richard von Weizsäcker, capitão e político alemão (n. 1920).
  - Lizabeth Scott, atriz americana (n. 1922).
  - Udo Lattek, futebolista, treinador e jornalista alemão (n. 1935).
- 2016 — Terry Wogan, apresentador de rádio e televisão irlandês-britânico (n. 1938).
- 2017 — John Wetton, cantor e instrumentista britânico (n. 1949).
- 2023
  - Fuad Gabriel Chucre, político brasileiro (n. 1939).
  - Cleonice Berardinelli, escritora brasileira (n. 1916).
  - Ilya São Paulo, ator brasileiro (n. 1963).
- 2025 — Ivan Zimmermann, radialista brasileiro (n. 1960).

## Feriados e eventos cíclicos
- Dia Internacional do Mágico
- Dia Internacional da Zebra
- Dia Internacional da Solidariedade

### Brasil
- Dia do Engenheiro Ambiental
- Aniversário do município de Campo Bom, Rio Grande do Sul

### Cristianismo
- Ciro e João
- Dom Bosco
- Francisco Xavier Bianchi
- Ludovica Albertoni
- Marcela de Marselha
- Marcela de Roma
- Maria Cristina de Saboia
- Uilgislo de Ripon

## Outros calendários
- No calendário romano era o dia da véspera das calendas de fevereiro.
- No calendário litúrgico tem a letra dominical C para o dia da semana.
- No calendário gregoriano a epacta do dia é *.